# Kula (gmina Malo Crniće)
Kula (cyr. Кула) – wieś w Serbii, w okręgu braniczewskim, w gminie Malo Crniće. W 2011 roku liczyła 653 mieszkańców.